# پیوتزو
پیوتزو (به ایتالیایی: Piozzo) یک کومونه در ایتالیا است که در استان کونیو واقع شده‌است.

## خصوصیات
پیوتزو ۱۴٫۲ کیلومترمربع مساحت و ۹۸۴ نفر جمعیت دارد.